# Lịch sử y học

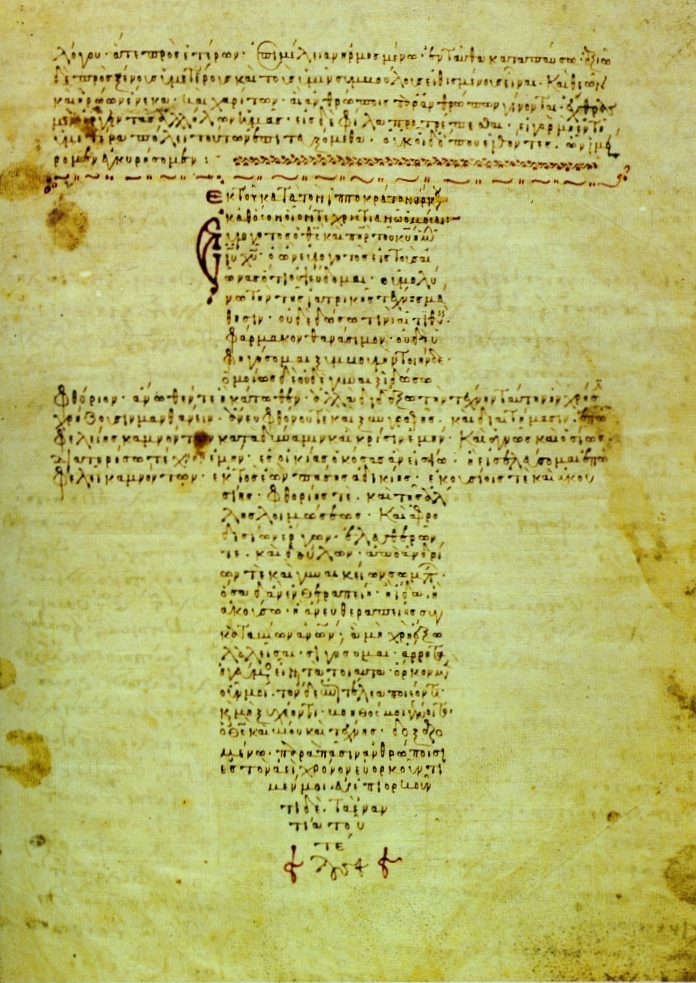
The Hippoc Corpus - Một bộ sưu tập các tác phẩm y tế cổ đại có thể là của Hippocrates

Lịch sử y học cho thấy các xã hội đã thay đổi như thế nào trong cách tiếp cận với bệnh tật và bệnh tật từ thời cổ đại đến nay. Truyền thống y học ban đầu bao gồm y học của những người Babylon, Trung Quốc, Ai Cập và Ấn Độ. Người Ấn Độ đã giới thiệu các khái niệm về chẩn đoán y tế, tiên lượng và đạo đức y học tiên tiến. Lời thề Hippocrates được viết ở Hy Lạp cổ đại vào thế kỷ thứ 5 TCN, và là nguồn cảm hứng trực tiếp cho lời thề mà các bác sĩ thề khi bước vào nghề ngày nay. Vào thời Trung cổ, các thực hành phẫu thuật được thừa hưởng từ các bậc thầy cổ xưa đã được cải thiện và sau đó được hệ thống hóa trong Thực hành Phẫu thuật của Rogerius. Các trường đại học bắt đầu đào tạo có hệ thống các bác sĩ vào khoảng năm 1220 tại Ý.
Phát minh ra kính hiển vi là kết quả của sự hiểu biết được cải thiện, trong thời Phục hưng. Trước thế kỷ 19, thuyết thể dịch (humorism) được cho là để giải thích nguyên nhân gây bệnh nhưng nó đã dần được thay thế bằng lý thuyết mầm bệnh, dẫn đến phương pháp điều trị hiệu quả và thậm chí chữa khỏi nhiều bệnh truyền nhiễm. Các bác sĩ quân đội đã nâng cao các phương pháp điều trị chấn thương và phẫu thuật. Các biện pháp y tế công cộng đã được phát triển đặc biệt là vào thế kỷ 19 khi sự phát triển nhanh chóng của các thành phố đòi hỏi các biện pháp vệ sinh một cách có hệ thống. Các trung tâm nghiên cứu tiên tiến được mở vào đầu thế kỷ 20, thường được kết nối với các bệnh viện lớn. Giữa thế kỷ 20 được đặc trưng bởi các phương pháp điều trị sinh học mới, chẳng hạn như kháng sinh. Những tiến bộ này, cùng với sự phát triển về hóa học, di truyền và X quang đã dẫn đến y học hiện đại. Y học đã được chuyên nghiệp hóa rất nhiều trong thế kỷ 20, và sự nghiệp mới mở ra cho phụ nữ là y tá (từ những năm 1870) và là bác sĩ (đặc biệt là sau năm 1970).